# Fritz Graf von Schwerin
Friedrich Kurt Alexander Graf von Schwerin (* 16. Mai 1856 in Berlin; † 9. März 1934 in Berlin) war ein preußischer, deutscher Dendrologe, Schriftsteller und Rittergutsbesitzer. Er war der langjährige Präsident der Deutschen Dendrologischen Gesellschaft. Sein offizielles botanisches Autorenkürzel lautet „Schwer.“

## Leben
Fritz Graf von Schwerin war ein spätgeborener Sohn des Geheimen Justizrats Christian Friedrich Wilhelm Ludwig Graf von Schwerin (1787–1858) und der Ballettfigurantin Luise Wilhelmine Christiane geb. Ebel (1819–1901). Seine Mutter heiratete nach dem Tod ihres ersten Mannes den Industriellen Johannes Maria von Renard (1829–1874). Sein Großvater väterlicherseits war Generalmajor Friedrich August Leopold Karl von Schwerin († 1836).
Er besuchte die Schule in Liegnitz, Oels und Stargard in Pommern, wo er das Abitur machte. 1877 trat er in das Husarenregiment Nr. 15 ein, wurde dort 1879 Offizier und 1880 Regiments-Adjutant. 1885 unternahm er eine Orientreise und trat danach in das 1. Dragoner-Regiment ein. 1886–89 besuchte der die Kriegsakademie.
1890 gab er die Offizierslaufbahn auf und nahm das ererbte, bisher verpachtete Gut Märkisch Wilmersdorf in Selbstbewirtschaftung. Er lebte seitdem überwiegend auf diesem Gut, das heute zu Trebbin gehört. Dort hatte er bereits ab seinem 15. Lebensjahr den Landschaftspark Märkisch Wilmersdorf gestaltet, den er nach und nach auf eine Größe von 125 ha erweiterte. Dabei setzte er auch seine dendrologische Sammelleidenschaft um und pflanzte zahlreiche Koniferen. Bekannt war sein Ahornsortiment, das ca. 400 Arten und Sorten umfasste. 1901 bis 1903 ließ er das Gutshaus im Tudorstil umbauen. Von 1902 bis zu seinem Tod war er Präsident der Deutschen Dendrologischen Gesellschaft, deren Mitgliederzahl sich unter seiner engagierten Leitung von etwa 300 auf etwa 7.600 erhöhte.
1910 verpachtete er die Landwirtschaft und die Schlossgärtnerei, die seitdem unter Gräflich Schwerin'sche Staudenkulturen firmierte, Kataloge herausgab und unter Beteiligung Schwerins eine Reihe eigener Züchtungen auf den Markt brachte. Schwerpunkte waren Dahlien und Phlox.
1913 wurde er von der philosophischen Fakultät der Albertus-Universität Königsberg zum Dr. phil. h. c. promoviert.
Vor Beginn des Ersten Weltkriegs besaß die Besitzung Wendisch-Wilmersdorf eine Größe von 592 ha, davon 391 ha Ackerfläche. Pächter war der Gutsnachbar Wilhelm von Goertzke auf Großbeuthen, Verwalter der eingesetzte Administrator Gustav Mittrich.
Zum 1. Oktober 1933 musste Schwerin Park und Schloss verkaufen. Beim Ausräumen der Bibliothek soll der 77-jährige einen Herzschlag erlitten haben. Den Nachrufen zufolge aber erlag er einem längeren Leiden in einem Berliner Krankenhaus.
Kurz nach seinem Tod ehrte ihn die Dendrologische Gesellschaft am 9. August 1934 anlässlich ihrer Jahreshauptversammlung in Magdeburg mit einem im dortigen Herrenkrugpark gesetzten Gedenkstein.
Nachfolger als Präsident der DDG wurde der nobilitierte schlesische Gutsbesitzer Kurt von Friedrich-Schroeter (1886–1946).

## Ehen und Nachkommen
Schwerin heiratete in erster Ehe am 24. Juni 1884 Gräfin Augusta Henriette Margaretha Wilhelmine von Plessen (1866–1957), von der er sich bald scheiden ließ, und war in zweiter Ehe (Augsburg 22. September 1890) mit Anna Steppes (1868–1935) verheiratet.
Seine beiden Söhne aus zweiter Ehe, die Zwillinge Fritz (1893–1932) und Curt (1893–1935) von Schwerin wurden als Agronomen und Forstleute ausgebildet.

## Werke
Schwerin schrieb wissenschaftliche Aufsätze unter anderem über die Gattungen  Acer und Sambucus. Seit 1906 gab er die Mitteilungen der Deutschen Dendrologischen Gesellschaft heraus. Unter dem Pseudonym F. G. Schwerm betätigte er sich auch als schöngeistiger Schriftsteller.
- Der Massenvater und andere schöne Geschichten, Humoresken und Grotesken, 1928.